# نغو تشاو باو
نغو تشاو باو (28 يونيو 1972 في هانوي فيتنام) هو عالم رياضيات فيتنامي. ولد في هانوي وتخرج من جامعة هانوي. وهو يعيش في باريس، فرنسا الآن. يعمل في معهد متقدم في برينستون، ولاية نيو جيرسي ، انظم إلى كلية الرياضيات في جامعة شيكاغو في 1 سبتمبر 2010.